# Carl Rudolf Sundström
Carl Rudolf Sundström, född 18 juli 1841 i Svennevads församling i Örebro län, död 24 oktober 1889 i Stockholm (under vistelse i Osnabrück i Hannover i Tyskland), var en svensk lärare, ornitolog och journalist.
Carl Rudolf Sundström var lärare vid Östermalms lägre allmänna läroverk i Stockholm. Han disputerade 1868 på avhandlingen Bidrag till kännedomen af Örebro läns vertebratfauna – akademisk afhandling som dem vidtberömda philosophiska facultetens in Upsala samtycke för philosophiska gradens erhållande till offentlig granskning framställes. Han var en internationellt känd ornitolog.
Vid sidan av arbetet som läroverksadjunkt var Sundström under kvällstid och nattetid verksam vid Stockholms Dagblads utrikesredaktion.
Carl Rudolf Sundström var gift med journalisten och läraren Lilly Sundström (1849–1943), med vilken han fick dottern Ellen Ammann (1870–1932), politiker i Tyskland, och Harriet Sundström (1873–1961), landskapsmålare.